# 크리스티앙 마농

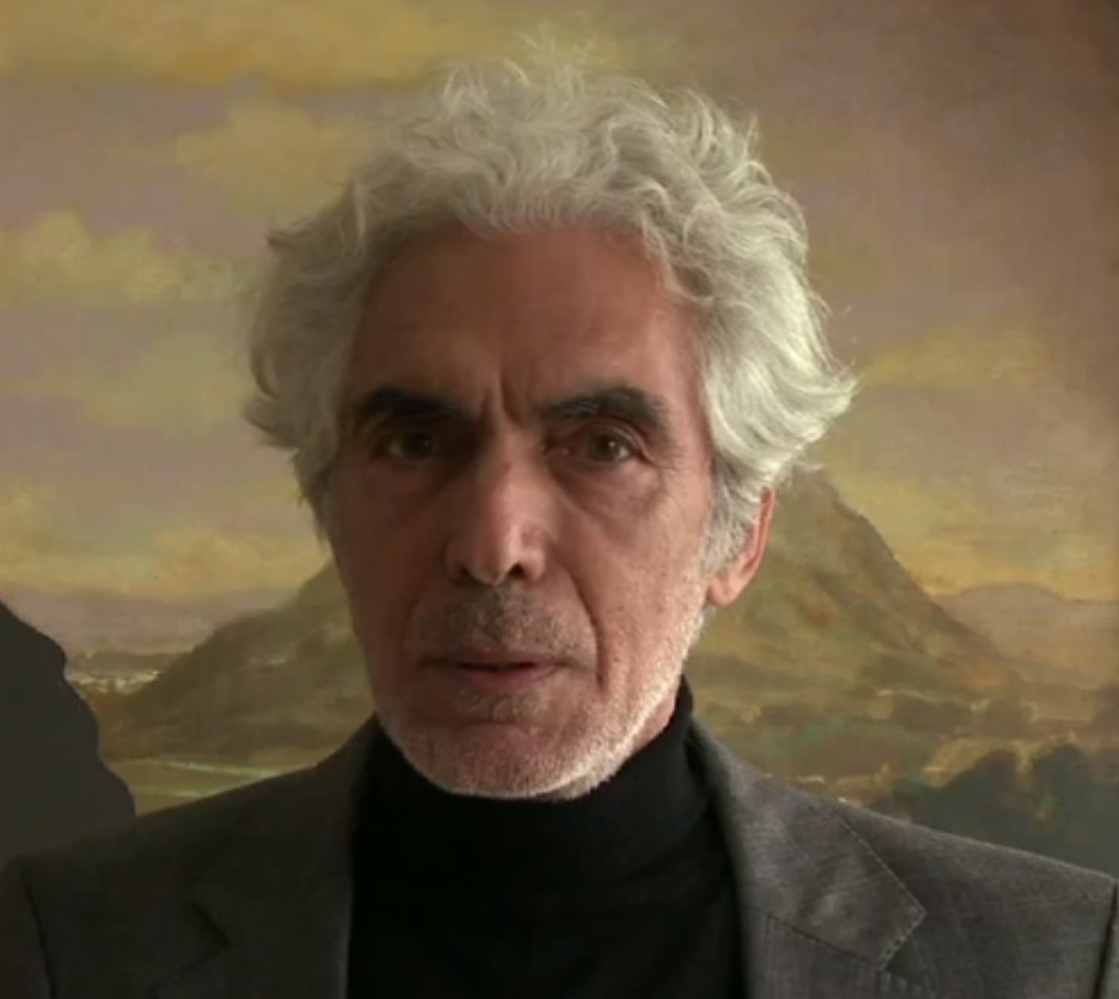

크리스티앙 마농(프랑스어: Christian Manon, 1950년 1월 5일 ~ )은 프랑스의 배우이다. 프랑스에서 태어나 주로 오스트레일리아에서 활동했다.

## 영화
- 퀸 오브 뱀파이어 (2002년) - 마엘 역
- 미션 임파서블 2 (2000년)
- 꼬마 돼지 베이브 2 (1998년)
- 응징자 (1989년)
- 오지의 미녀 (1988년)